# Svedmyra (Stockholms tunnelbana)
Svedmyra ist eine oberirdische Station der Stockholmer U-Bahn. Sie befindet sich im Stadtteil Stureby. Die Station wird von der Gröna linjen des Stockholmer U-Bahn-Systems  bedient. Die Station gehört zu den eher mäßig frequentierten Station des U-Bahn-Netzes. An einem normalen Werktag steigen hier 2500 Pendler zu.
Die Station wurde am 9. September 1951 eröffnet, als der Abschnitt der Gröna linjen Gullmarsplan–Stureby in Betrieb ging. Die Station liegt zwischen den Stationen Stureby und Sockenplan. Die Bahnsteige befinden sich oberirdisch in Hochlage. Bis zur Hauptbahnhof (Stockholms centralstation) sind es etwa sieben Kilometer.

## Reisezeit
| Linie | bis Station     | Reisezeit | bis Station                    | Reisezeit            |
| T19   | Hässelby strand | 48 min    | Gamla stan Slussen T-Centralen | 11 min 12 min 15 min |
| T19   | Hagsätra        | 9 min     | Gamla stan Slussen T-Centralen | 11 min 12 min 15 min |